# جبل بيك دو ميدي دوساو
جبل بيك دو ميدي دوساو هو جبل يقع في جبال البرانس الفرنسية.